# فرودگاه داخلی بیشه
فرودگاه داخلی بیشه (به انگلیسی: Bisha Domestic Airport) یک فرودگاه همگانی با کد یاتا BHH است که یک باند فرود آسفالت دارد و طول باند آن ۳۰۵۰ متر است. این فرودگاه در شهر بیشه کشور عربستان سعودی قرار دارد و در ارتفاع ۱۱۸۵ متری از سطح دریا واقع شده‌است.

## شرکت‌های هواپیمایی و مقصدهای پروازی
شرکت هواپیماییs offering scheduled passenger service:
| شرکت‌های هواپیمایی | مقصدهای پروازی                   |
| ----------------- | -------------------------------- |
| فلای‌ناس           | منطقه‌ای ابها، ملک خالد           |
| هواپیمایی سعودی   | ملک فهد، ملک عبدالعزیز، ملک خالد |